# Invacar

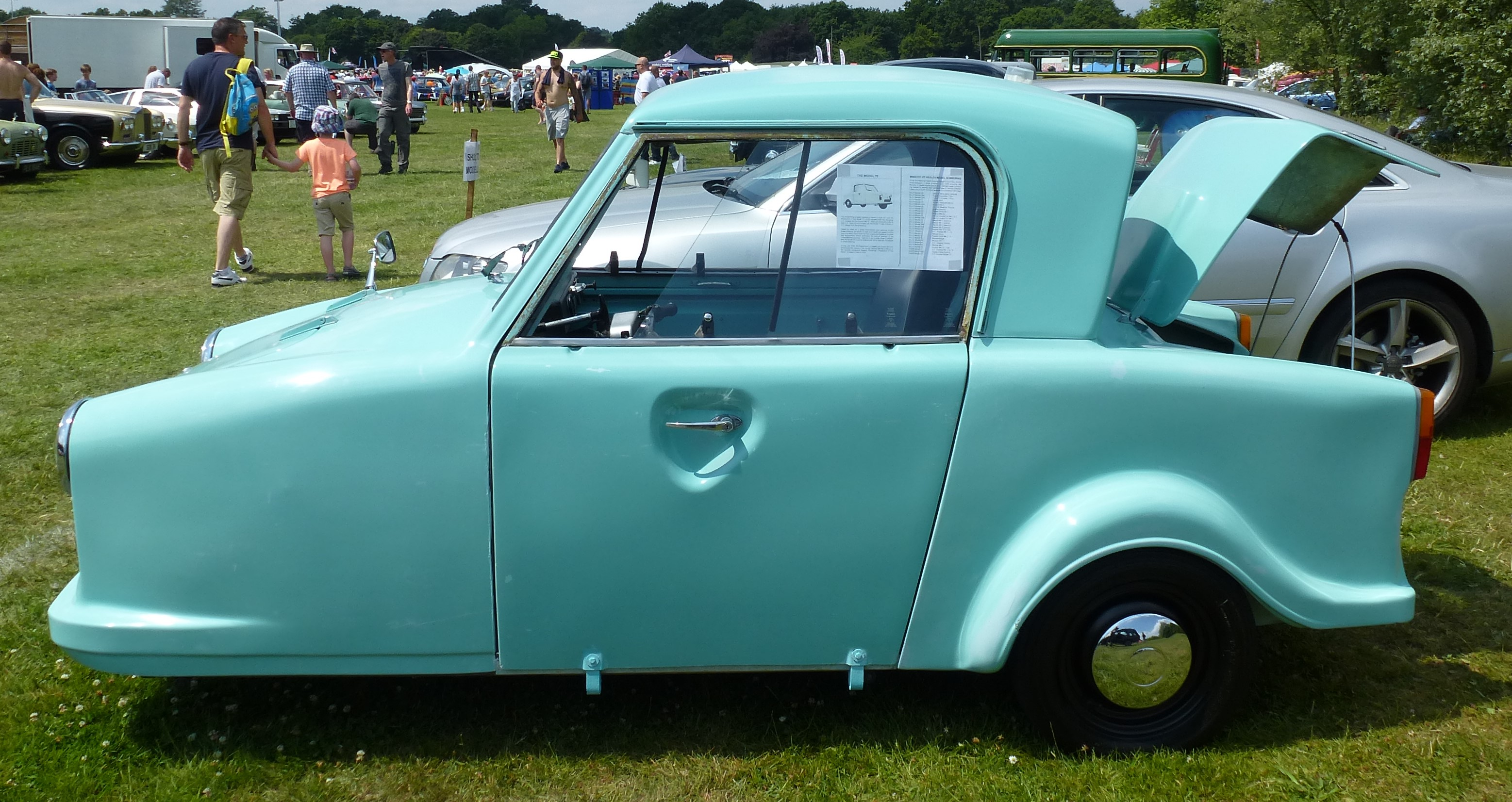

Invacar — трёхколёсная мотоколяска, выпускавшаяся в Великобритании разными фирмами (AC Cars Ltd, Thundersley, Tippen)
Предоставлялась инвалидам правительством Великобритании до 2003 года. Большинство мотоколясок было списано и уничтожено, и лишь несколько экземпляров сохранилось в музеях.

## История создания
В 1948 году Берт Гривз переделал мотоцикл в мотоколяску для своего парализованного двоюродного брата Дерри Престона Кобба. Так как в Великобритании было много бывших солдат, ставших инвалидами во Второй мировой войне, Гривз и Кобб подали прошение к Правительству его Величества с предложением начать выпуск транспортного средства. Была создана компания Invacar Ltd.
В 1960-е и 1970-е годы Invacar со стеклопластиковым кузовом синего цвета и ремённой трансмиссией были произведены в весьма большом количестве (десятки тысяч). Усовершенствования конструкции (включая удлинённую колёсную базу, более широкий кузов, колёса от «Остин-Мини» и т. д.) позволили «Инвакарам» оставаться в производстве до 1977 года.
Мотоколяски выпускались несколькими фирмами (AC Cars Ltd, Thundersley, Tippen и др.) на основе лицензий Министерства здравоохранения Великобритании.

## Запрет эксплуатации
31 марта 2003 года вышло постановление, запрещающее эксплуатацию Invacar на британских дорогах. Полностью устаревшая конструкция не соответствовала никаким требованиям безопасности дорожного движения.
B Великобритании до 2003 года оставалось у пользователей приблизительно 200 Invacar, они были уничтожены в 2003 году.
Все Invacar принадлежали Правительству Великобритании и выдавались инвалидам в аренду в соответствии с программой помощи. Парк мотоколясок резко сократился с введением программы Motability, предлагающей инвалидам обычный автомобиль с переделанными органами управления.
Мотоколяска была заменена микролитражным автомобилем 340cc Canta, который был одобрен британским Правительством.